# 間歇性斷食
間歇性斷食（英語：Intermittent fasting）是種間歇性的進食方式通稱，包括在一個期間內進行斷食與進食循環。間歇性斷食可能有助於體重減輕，產生相當於長期限制卡路里的效果。間歇性斷食在21世紀被研究為一種可降低飲食相關疾病，例如代謝症候群風險的做法。美國心臟協會指出，間歇性斷食可能可以達到體重減輕、降低胰島素阻抗並降低心臟代謝疾病的風險，儘管其長期維持性尚不清楚。2019年的一項評論得出結論，間歇性禁食可能有助於治療肥胖、胰島素抵抗、血脂異常、高血壓和發炎。

## 實踐與變化
間歇性斷食可能是減少熱量攝取，減輕體重，減少體脂肪率及改善胰島素敏感性的可行策略。間歇性斷食方案可分為兩種：全天斷食法和限時進食法。
- 全天斷食法包括定期斷食一整天。最嚴格的形式是隔日斷食（ADF, Alternate-day fasting），也就是 24 小時斷食，然後接著進入 24 小時非斷食期，不斷循環。[9]改良版隔日斷食（ADMF）和 5：2 飲食 - 後者定義為每週五天不斷食，每週兩天進行斷食或改良的斷食。在禁食期間，可以允許消耗大約 500 到 700 卡路里的熱量，或大約 25% 的每日常規卡路里攝入量，而不是完全禁食。  [1][3][10][6][5][11][12][13][14]
- 限時進食法（TRF, Time-Restricted Feeding）意指每天只在有限的幾小時內進食，通常在 8-12 小時內，建立一致的每日熱量攝入模式。該時間表被認為可以更好地使食物攝入與與營養代謝的晝夜節律保持一致。[15][16] [12]最常見的限時進食法（TRF）即168斷食法，每天斷食16小時，只准在其餘的8小時內吃東西，通常每天在相同的時間內進食。[17]較為彈性的做法是12小時的斷食配合12小時的飲食，或更嚴格形式是每天只吃一餐，這將涉及每天約23小時的斷食[18]

斷食期間可以輔助食用的東西有各種說法，建議因人而異，視健康情況調整。有些說法主張只能喝水，有些說法則認為也能喝無糖茶飲或黑咖啡（不加糖、奶）或添加甘味劑的零卡路里飲料，因為斷食可能會增加脫水的風險。斷食形式的變化型包括改良性斷食，如改良版隔日斷食（ADMF），意指在斷食期間還是會攝入有限的熱量（正常值的20％），而不是完全不攝入任何熱量，以改善斷食者的耐受性和情緒。間歇性斷食與週期性斷食（持續兩天或更多天）的持續時間不同（最多48小時）。斷食後的第一餐，由於味覺已長達一段時間未被刺激，通常也會特別美味。

## 初步研究

### 機制
進食後，攝取的葡萄糖會用於產能，脂肪酸則會以三酸甘油酯的形式儲存在脂肪組織中，此時身體中的酮體很少。斷食一段時間後，三酸甘油酯被分解成脂肪酸及甘油，脂肪酸被肝臟轉化成酮體，作為身體（尤其是腦部）的能量來源。酮體通常在斷食8至12小時內慢慢升高，時間也要取決於斷食前身體中的肝醣含量，然後維持，直到進行斷食24小時後再次升高。這些反應的時間就是提供斷食時間建議的參考。另外，每週一日或多日顯著減少熱量攝取(例如ADF、52斷食)也可以使斷食日的酮體濃度上升。
身體從利用葡萄糖供能轉為利用脂肪酸與酮體供能（部分學者稱為「代謝轉換」）有助於身體保存肌肉。也可以使呼吸交換率（二氧化碳排出量與耗氧量比值）下降，表示此種供能方式可以有更高的產能效率。酮體對於細胞和器官功能也有很多其他影響。身體從脂肪的合成及儲存轉換為分解利用脂肪產能也會對於體重控制產生影響。

### 體重減輕
2018年一份對肥胖者進行間歇性斷食實驗的文獻回顧表明，減少每週一至六天的卡路里攝入量，持續長達至少 12 週以上，平均可協助受試者減輕 7 公斤的體重。研究認為間歇性斷食法的減肥功效，與肥胖者在短期內連續斷食減肥，是同樣有效。但2014年的文獻回顧也警告，間歇性斷食尚未在兒童，老年人或體重不足者的情況下進行全面研究，因此可能對這些人群有害。在其他初步研究中，隔日斷食法（ADF）對體重減輕是有效的，其有效程度與限制熱量的飲食法相去不遠，肥胖者和體重正常者都觀察到了體重減輕的情況，而且並未影響身體中脂肪以外的淨體重。與單純限制熱量攝取的飲食相比，更有助於維持瘦體體重。在為時八週的限時進食法（TRF）研究中也觀察到進行限時進食法(TRF)可以減輕脂肪重量，而肌肉量並沒有減少。

### 代謝轉換及其他影響
初步證據表明，幾種心血管問題和代謝指標（如體脂，低密度脂蛋白 LDL，三酸甘油酯，胰島素敏感性，血壓等）也得到改善。
間歇性斷食可能減少睡眠中的快速動眼期。對於大腦其他功能，在實驗小鼠身上可以觀察到進行隔日斷食組的學習與記憶測試表現提升。也有研究表明隔日斷食可以保護大腦中的神經元，潛在機制可能與活化神經元中的適應性應激反應路徑有關。目前沒有任何證據證明斷食可以預防或治療癌症。

## 建議

### 美國
美國心臟協會（AHA）建議可將間歇性斷食（透過控制攝取正餐和零食的時間和頻率，藉此以降低和健康疾病相關的風險）作為減重或控制熱量的一種選擇。對於過重的人來說，斷食還可以納入更廣義的飲食習慣的改變（例如：在爆食前先策略性地吃一些零食。），也可以透過全天策畫正餐和食物的攝取以控管飢餓。美國心臟協會也說明相較於完全的斷食，在斷食的日子吃一些食物反而對降低體重有最佳的效果。
相對地，美國糖尿病協會（ADA）認為目前對於「在第一型糖尿病或第二型糖尿病病人身上實施間歇性斷食的安全疑慮和成果」的證據還非常有限，因此目前不建議利用間歇性斷食，或甚至是任何特定的飲食模式來管控糖尿病，且建議醫療照護提供者應更著重在這些病程中的關鍵因素。
美國國家衛生院老年研究所（NIA）雖然在數個研究中顯示對於過重及肥胖的人來說，間歇性斷食可以有效地降低體重，但仍不建議在非過重的人身上實施間歇性斷食，因為目前對於間歇性斷食的效用、安全性等等都還未明朗（尤其是對老人）。

### 紐西蘭
紐西蘭衛生部（New Zealand’s Ministry of health）認為除了糖尿病患者外，間歇性斷食是可以依照醫生的建議實施在某些人身上。他們聲稱這種飲食模式可以比擬其他限制熱量的飲食模式，對於某些人來說可能會覺得更容易堅持下去。但他們也說明在斷食的日子也可能會出現一些副作用，例如：飢餓、能量低落、輕微頭暈、和情緒功能衰落等等。他們也建議在沒有斷食的日子必須要吃一些健康的食物。

### 英國
根據英國國民保健署 NHS choice，因為斷食可能帶來的風險，預計進行5:2斷食的人應先請教醫師。在加拿大醫學協會雜誌上一篇新聞表示，進行5:2斷食的人反而會有暴飲暴食的情況，或攝取過多的高熱量食物，因為他們認為「如果一周禁食兩天，那剩下五天我就可以吃下任何我想吃的垃圾食物」。而在一篇戰後飢荒研究觀察到，有19名戰俘在康復期間無限制的攝取食物且有暴飲暴食的傾向。